# Reisstärling

Verbreitungsgebiet. Blau: Brutgebiete, Ocker: Überwinterungsgebiete

Der Reisstärling (Dolichonyx oryzivorus), auch Bobolink genannt, ist die einzige rezente Vogelart in der Vogelgattung Dolichonyx und gehört zu der Familie der Stärlinge (Icteridae). Die vor allem im englischsprachigen Raum gebräuchliche Bezeichnung Bobolink geht auf den Gesang dieser Art zurück, der mit Bob-o-liiiii umschrieben wird.

## Erscheinungsbild
Reisstärlinge sind 18 bis 20 Zentimeter große Feld-, Wiesen- und Prärievögel. Erwachsene Reisstärlinge haben einen kurzen schwarzen finkenartigen Schnabel. Weibchen haben ein hellbraunes Gefieder mit schwarzen Streifen auf dem Rücken und an den Flanken. Auf dem Kopf befinden sich dunkelgraue bis schwarze Streifen; die Flügel und der Schwanz sind etwas dunkler als das restliche Gefieder. Jungtiere haben ein ähnliches Federkleid. Die polygamen Männchen haben ein schwarzes Brutkleid mit einem weißen Steiß und weißen Streifen auf den Flügeln. Charakteristisch ist das cremefarbige bis gelbe Gefieder am Nacken und am Hinterkopf. Als Winterkleid nehmen sie ein ähnliches Federkleid an wie die Weibchen.

## Verbreitungsgebiet
Das Verbreitungsgebiet reicht von Südkanada bis Pennsylvania, Colorado und Kalifornien. Zum Überwintern ziehen sie nach Südamerika. Reisstärlinge sind Langstreckenwanderer und bringen Distanzen zwischen 12000 und 18000 (manchmal auch bis zu 20000) Kilometer hinter sich. Zu dieser Leistung sind die Reisstärlinge durch ihre Fettreserven fähig. Von Florida aus fliegen die Reisstärlinge über die Karibik nach Kolumbien und Venezuela und weiter bis Argentinien und Paraguay. Als seltene Gäste kommen sie auch in Westeuropa vor.

## Fortpflanzung
Das schalenartige Nest legt das Weibchen gut versteckt in der dichten Vegetation am Boden an. Das Gelege besteht aus vier bis sechs Eiern, die in einem Zeitraum von etwa 13 Tagen ausgebrütet werden. Bei der Aufzucht der Jungen, die nach 10 bis 14 Tage flügge werden, beteiligen sich beide Elterntiere.
Sie ernähren sich zum größten Teil von Insekten und Sämereien. Sie fallen manchmal in großen Gruppen unter anderem in Reisfeldern ein und richten zum Ärger der Landwirte beträchtliche Schäden an. Früher wurden sie in Nordamerika zu Tausenden getötet und als Nahrungsmittel verwendet. In Südamerika werden sie auch heute noch getötet oder gefangen und als Käfigtiere verkauft.

## Bestand
Die Populationen haben sich seit 1900 in Nordamerika stark verringert, da viele Bauernhöfe aufgegeben wurden und ehemalige Wiesen und Felder zu Wäldern wurden. Darüber hinaus werden die Ernten mit modernster Mähtechnik früher und häufiger eingebracht, sodass viele Jungvögel, die noch nicht flügge sind, keine Überlebenschance haben. Der Rückgang des Brutbestands an Reisstärlingen wird für den Zeitraum von 1966 bis 2000 auf jährlich durchschnittlich 4,5 Prozent geschätzt.
Am zahlreichsten waren die Reisstärlinge Ende des 19. Jahrhunderts, als man Pferde zur Fortbewegung einsetzte, für deren Ernährung umfangreiche Heufelder angelegt wurden. Ein anderes Bild bietet sich in Südamerika. Durch Anlegung vieler Reisfelder treten dort die Vögel noch zahlreicher auf als in Nordamerika.

## Etymologie und Forschungsgeschichte
Die Erstbeschreibung des Reisstärlings erfolgte 1758 durch Carl von Linné unter dem wissenschaftlichen Namen Fringilla oryzivora. Als Verbreitungsgebiet gab er Kuba an. 1827 führte William Swainson die für die Wissenschaft neue Gattung Dolichonyx ein. Dieser Begriff leitet sich von δολιχος dolikhos für lang und ονυξ, ονυχος onyx, onykhos für Klauen, Zehen ab. Der Artname ist ein Wortgebilde aus lateinisch oryza ‚Reis‘ und lateinisch -vorus, vorare ‚-essend, verschlingen‘. Dolichonyx oryzivorus albinucha Ridgway, 1874 wird heute als Synonym zur Nominatform betrachtet. Albinucha setzt sich aus lateinisch albus ‚weiß‘ und lateinisch nuchus ‚Nacken‘ zusammen. Alfred Laubmann sah in Chipu del cabeza rayada und Chipu del cogete amarillo von Félix de Azara lange den einzigen Nachweis für Paraguay bis Arnaldo de Winkelried Bertoni ihn für Departamento Alto Paraná nachwies.